# São Domingos (distrito de São Paulo)
São Domingos é um distrito situado na zona noroeste do município de São Paulo, entre as rodovias Anhanguera e Bandeirantes, a Marginal Tietê e o Parque Estadual do Jaraguá.
Compõe parte da região de Pirituba, embora não seja parte integrante do distrito homônimo.
Faz divisa com os distritos de Jaguara, Lapa, Jaraguá e Pirituba e com o município de Osasco a oeste.

## História
A área onde hoje se encontra o distrito era parte da Fazenda do Anastácio, uma propriedade de cultivo de cereais e chás que, posteriormente, seria transformada em diversos sítios e chácaras. Com o tempo, o perfil da região foi sofrendo mudanças, decorrente principalmente do loteamento de diversos sítios e a chegada de algumas indústrias.
Em 1917, a Companhia Armour do Brasil assumiu o controle de parte da fazenda. Até o fim da década de 1940, uma parte da região servia de pastagem para o gado que seria abatido no Frigorífico Armour, transitando por baixo da via Anhanguera, na chamada passagem do boi. Somente na década de 1970, chegaram as primeiras linhas de ônibus no distrito.
Em 1980, foi aberto o Parque São Domingos, que, até então, era usado apenas como um campo de futebol.

## Características socioeconômicas

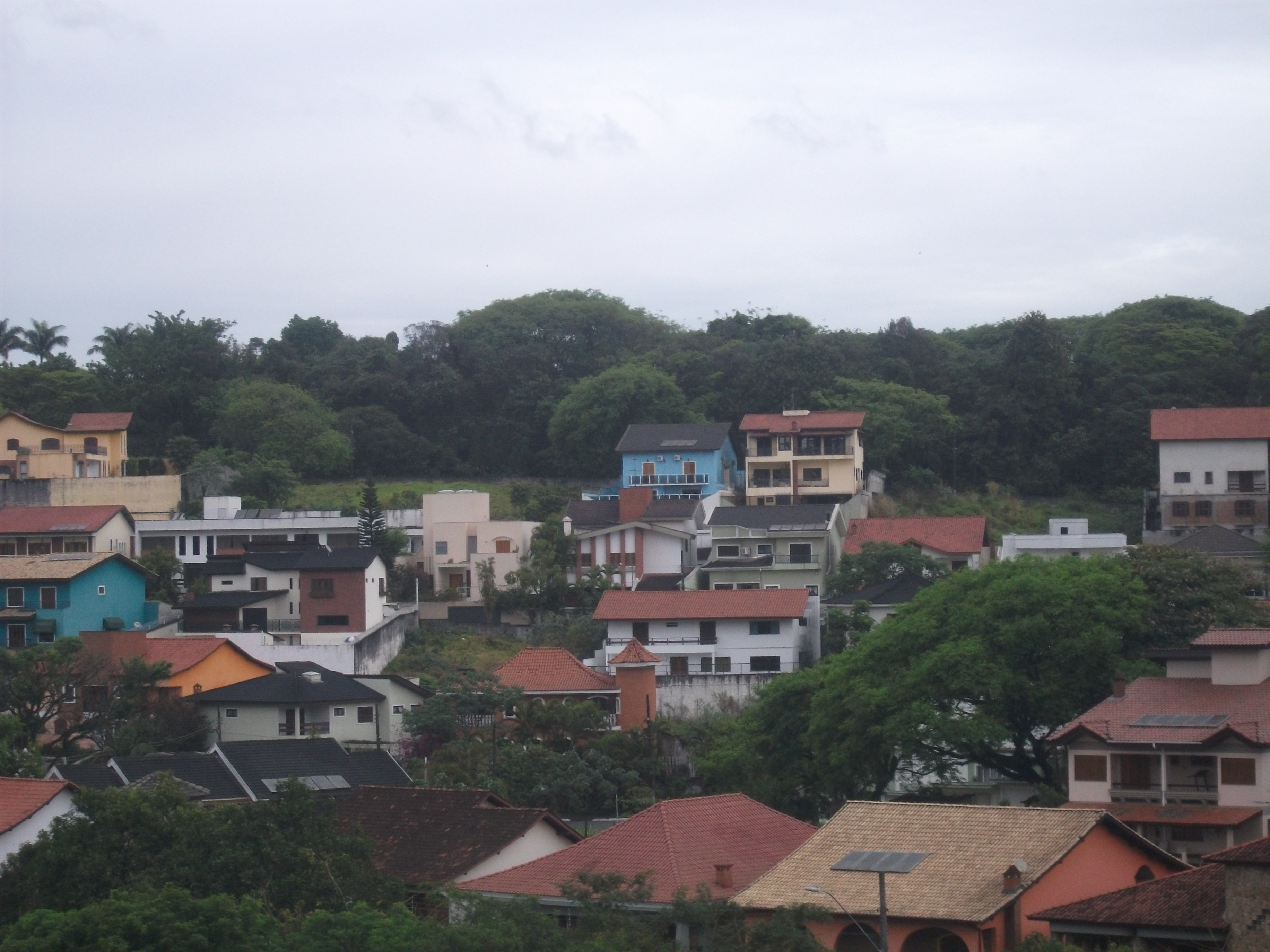
Vista parcial do bairro City América no distrito

São Domingos abriga todas as classes sociais. 
O bairro City América, por exemplo, abriga moradores da classe alta. É conhecido por possuir o Parque Cidade de Toronto, local escolhido por pessoas de diversos lugares para prática de Jogging e outros esportes, e possui casas de alto padrão. Foi loteado pela Cia. City, empresa responsável pela urbanização de bairros nobres como o Pacaembu e o Jardim América.
O Jardim Santo Elias também abriga moradores de alta renda, como no condomínio de edifícios Sítio Anhanguera, que possui apartamentos de alto padrão e fica ao lado de um escritório da Siemens, uma das maiores empresas de tecnologia do mundo. Por outro lado, o mesmo Jardim Santo Elias abriga pessoas de baixa renda, como na Favela Santo Elias.
A Vila Mangalot, bairro conhecido e movimentado do distrito, é predominantemente de classe média, mas também abriga pessoas de classe média baixa.
O Jardim Nardini, por sua vez, possui perfil socioeconômico mais baixo. O bairro está localizado nas imediações da Estrada Turística do Jaraguá e é formado predominantemente por comunidades carentes e favelizadas.

## Bairros do distrito
Os bairros que compõem São Domingos são:
- City América
- Parque São Domingos
- Vila Boaçava
- Vila Fiat Lux
- Parque Maria Domitila
- Vila Mangalot
- Jardim Mangalot
- Jardim Santo Elias
- Vila Jaguari
- Jardim Nardini
- Vila Jaraguá
- Jardim Jaraguá
- Parque Anhanguera
- Vila Nova Esperança
- Vila Guedes
- Vila Soares
- Jardim Vista Linda
- Jardim Mutinga
- Jardim Maristela
- Vila Maria Eugênia
- Vila Zulmira

## Demografia
Evolução demográfica do distrito de São Domingos

## Limites
- Norte: Jaraguá (Parque Estadual do Jaraguá)
- Sul: Jaguara (Rua Inácio Luís da Costa)
- Sudeste: Lapa (Marginal Tietê)
- Leste: Pirituba (Estrada Turística do Jaraguá, Rua Jurubim, Av. Mutinga e Rodovia dos Bandeirantes)
- Oeste: Osasco (Rodovia Anhangüera)

## Principais vias
O distrito de São Domingos tem como principais acessos a Marginal Tietê, a Avenida Mutinga e a Rodovia Anhangüera.
Suas principais vias são: 
- Av. do Anastácio
- Rua Inácio Luis da Costa
- Av. Elísio Cordeiro de Siqueira (localmente conhecida como "Avenida Um")
- Av. Mutinga
- Av. Jornalista Paulo Zingg (antiga Estrada do Rio Vermelho)
- Estrada Turística do Jaraguá
- Rua Joaquim de Oliveira Freitas (localmente conhecida como "Rua Pirituba")

## Áreas de lazer

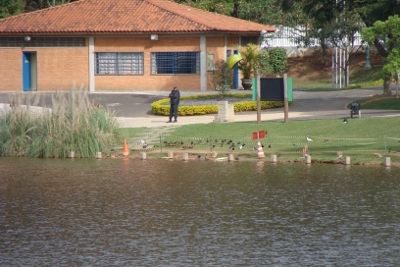
Parque Cidade de Toronto

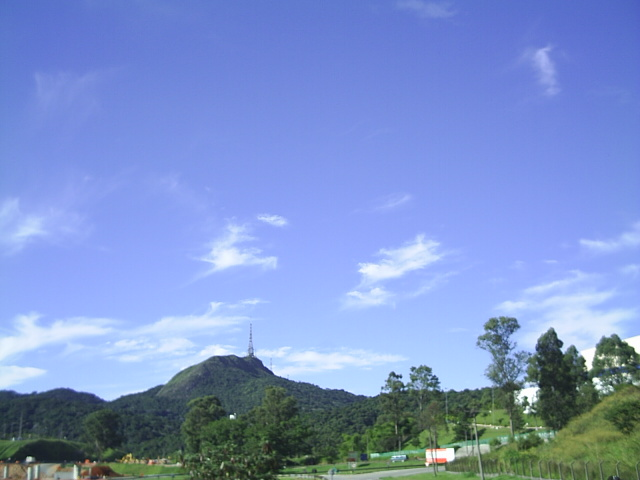
Pico do Jaraguá visto do distrito

Parques:
- Parque São Domingos
- Parque Cidade de Toronto

Centro Educacional Unificado (CEU):
- CEU Vila Atlântica